# Franco Troyansky
Franco Troyansky (ur. 6 marca 1997 w Algarrobo) – argentyński piłkarz polskiego pochodzenia  grający na pozycji napastnika w klubie Lanús do którego jest wypożyczony z CA Unión.

## Życie prywatne
Ma starszego brata Fernando który również jest piłkarzem.

## Sukcesy

### Atlas FC
- Mistrz Meksyku Clausura: 2021/2022
- Mistrz Meksyku Apertura: 2021/2022[3]